# Piazza Cavallotti
Piazza Cavallotti è situata nel centro storico di Perugia ed è posta tra piazza Morlacchi e via Maestà delle Volte, quest'ultima definita dallo storico dell'arte Francesco Santi "la più bella e caratteristica via medievale di Perugia".

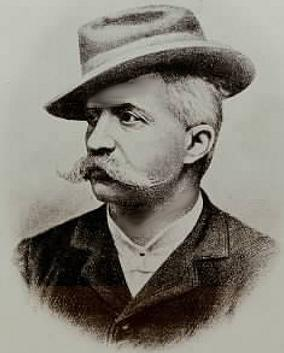
Felice Cavallotti

La piazza è dedicata al politico, poeta, drammaturgo e patriota italiano Felice Carlo Emanuele Cavallotti, come numerose targhe e monumenti in varie città d'Italia.

## Storia
Piazza Cavallotti è una piccola piazza antichissima e un tempo chiamata Piazza degli Aratri poiché, sin dai primi tempi del Comune, era utilizzata per la vendita di aratri ed altri strumenti agricoli. Lo scrittore Serafino Siepi scrisse infatti: "questa piazza prende il nome dagl'instromenti rurali che si vendeano nei prischi tempi". Il profilo architettonico della piazza è stato tutt'altro che costante nel tempo; infatti essa è stata oggetto di numerose modifiche e rimaneggiamenti, in particolare in seguito al fatto che la duecentesca chiesa che ospitava, ovvero quella di Santa Maria degli Aratri è stata demolita nel 1876. Si può ancora vedere la piazza ottocentesca con la facciata di questa chiesa in un dipinto di Pietro Rossi, conservato alla Galleria nazionale dell'Umbria. Un successivo importante cambiamento è avvenuto in seguito all'apertura di via Cesare Battisti nel 1904. Sotto la pavimentazione, è presente un'area archeologica romana che testimonia le varie fasi edilizie; ad essa si accede dal Museo dell'Opera del Duomo.

## Descrizione
In un lato della piazza è presente una lapide dedicata a Felice Cavallotti che reca scritto: "A Felice Cavallotti, della libertà d'Italia, soldato oratore poeta, il popolo di Pervgia, XXV marzo MCM".

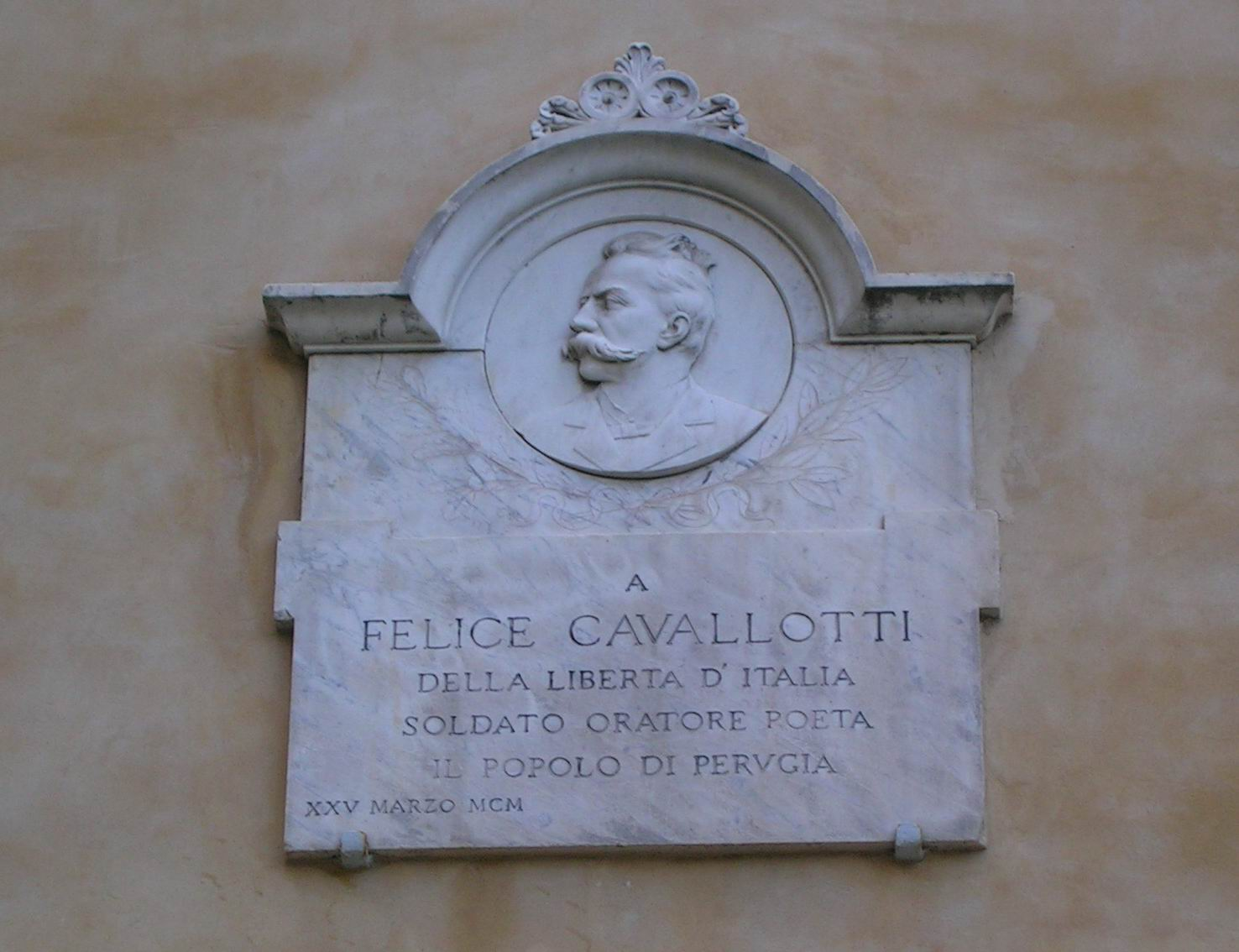
Felice Cavallotti, lapide a Perugia